# Kozłów (gmina Radzanów)
Kozłów – wieś sołecka w Polsce, położona w województwie mazowieckim, w powiecie białobrzeskim, w gminie Radzanów.
Powstał w XIX wieku jako kolonia wsi Bukówno.
W latach 1975–1998 miejscowość należała administracyjnie do województwa radomskiego.
Wierni Kościoła rzymskokatolickiego należą do parafii pw. Nawiedzenia NMP w Bukównie.